# Leerbroek
Leerbroek is een dorp in de gemeente Vijfheerenlanden, in de Nederlandse provincie Utrecht. Dorp en ommeland telde in 2023 ongeveer 1.545 inwoners en heeft 543 woningen.

## Naam
De naam Leerbroek betekent moeras aan de Leede. De oude waterloop is lang geleden afgedamd en geheel verland. Tussen Leerbroek en Leerdam loopt een weg genaamd 'Recht van Ter Leede'.

## Geschiedenis
Volgens sommigen is Leerbroek omstreeks 1020 gesticht zijn door Jan I van Arkel, die ook de stichter van het naburige dorpje Nieuwland geweest zou zijn. Tussen 1143 en 1303 behoorde de streek tot de Heerlijkheid Ter Leede, daarna tot 1428 het Land van Arkel en vervolgens tot Huis Egmont tot het omstreeks 1560 tot de Nederlanden ging behoren.

## Bestuur
Bij de vorming van de gemeentes op 1 januari 1812 werd Leerbroek onderdeel van de gemeente Meerkerk. Al op 1 april 1817 werd Leerbroek weer zelfstandig. In de decennia voor 1986 werden burgemeesters, gemeentesecretarissen en -ontvangers gedeeld met de toenmalige gemeenten Meerkerk en Nieuwland [bij Leerdam]. Op 1 januari 1986 werd Leerbroek onderdeel van de gemeente Zederik, die per 1 januari 2019 opging in de gemeente Vijfheerenlanden. Door deze wijziging kwam het Zuid-Hollandse dorp in de provincie Utrecht te liggen.

## Politiek
Traditioneel stemt bijna de helft van alle Leerbroekers SGP. Daarnaast hebben ChristenUnie en CDA ook een grote aanhang.

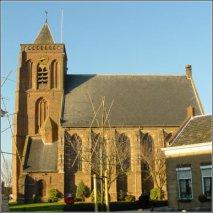
De kerk van Leerbroek
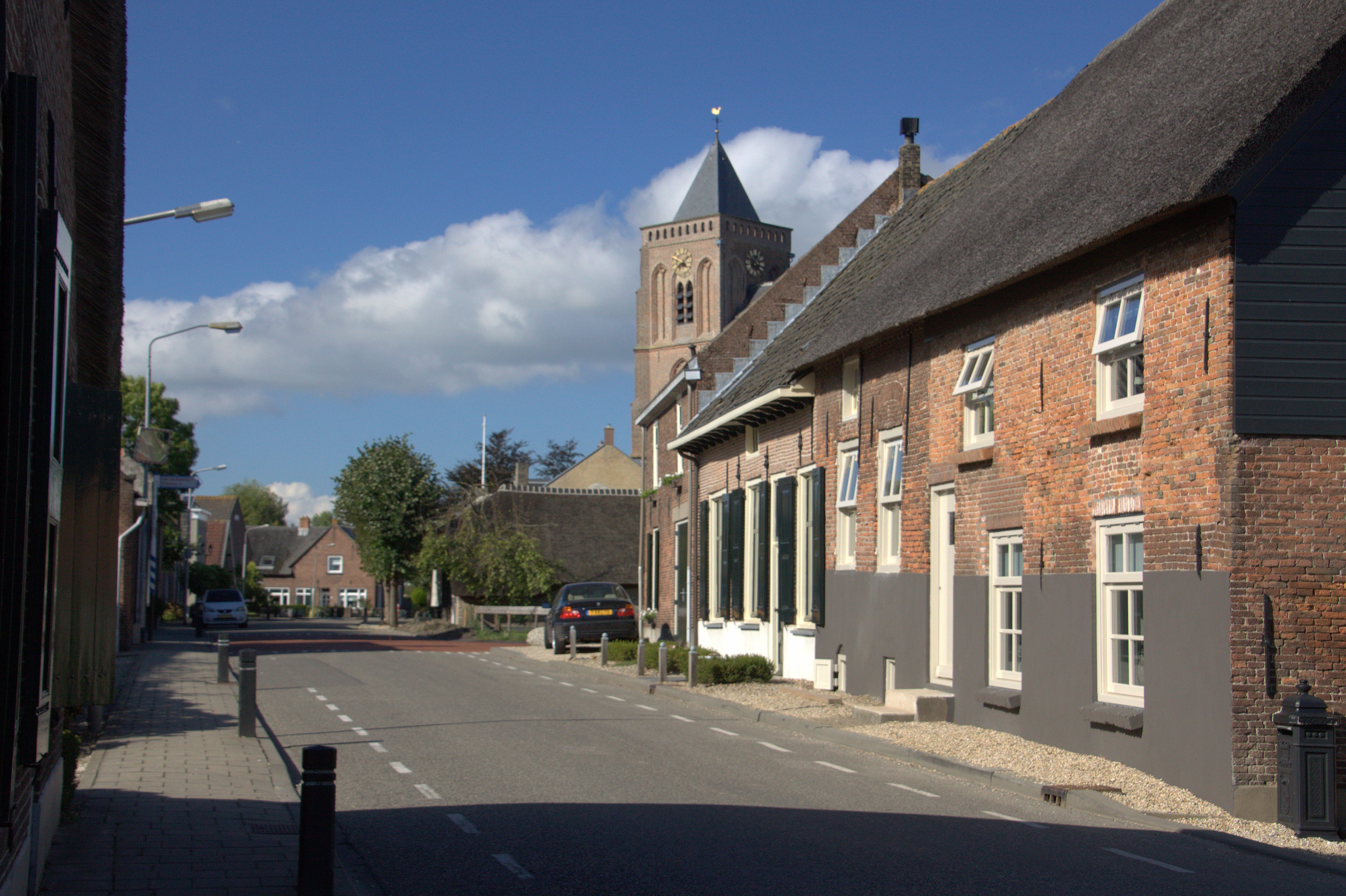
Recht van Ter Leede

## Kerk
De dorpskerk van Leerbroek is formeel eigendom van de Protestantse Kerk in Nederland. In de praktijk wordt de kerk uitsluitend gebruikt door de lokale Hersteld Hervormde gemeente. Predikant is ds. N. den Ouden. De kerkelijke gemeente heeft circa 1000 leden waarvan ongeveer de helft niet in Leerbroek woont; ze vervult een streekfunctie. De kerkdiensten staan bekend om het langzaam zingen op hele noten. De kerkgemeente is de enige in Leerbroek.

## Geboren
- Janie Lever-Brouwer (1893-1979), columnist en kinderboekenschrijver
- Jan Watse Fokkens (1946), voormalig procureur-generaal bij de Hoge Raad der Nederlanden